# Xiphiopsylla levis
Xiphiopsylla levis är en loppart som beskrevs av Smit 1960. Xiphiopsylla levis ingår i släktet Xiphiopsylla och familjen Xiphiopsyllidae. Inga underarter finns listade i Catalogue of Life.